# Bisnovat R-40
R-40 (NATO-beteckning AA-6 Acrid) var en sovjetisk jaktrobot som utvecklades för jaktflygplanet MiG-25. R-40 är världens största jaktrobot och tillverkades i versioner med både infraröd- och semiaktiv radarmålsökare. För att inte räckvidden på den IR-sökande versionen skulle bli beroende av sökarens känslighet som på Vympel R-23 kunde roboten fjärrstyras den första biten för att sedan söka sig mot målet själv när den kommit tillräckligt nära.
Delar av roboten är tillverkade av titan för att klara den värme som uppstår på grund av luftfriktionen vid hastigheter över mach 4. Sökarhuvudet i radarversionen är tillverkad av värmebeständig keram.
| Den radarstyrda varianten har en spetsig noskon medan den IR-sökande har en mer ogival form med ett genomskinligt sensorfönster. |  | En MiG-25 med full last av fyra R-40 robotar. |
| Den radarstyrda varianten har en spetsig noskon medan den IR-sökande har en mer ogival form med ett genomskinligt sensorfönster. |  | En MiG-25 med full last av fyra R-40 robotar. |

## Varianter
- R-40T ursprungsmodell med infraröd målsökare.
- R-40R ursprungsmodell med semiaktiv radarmålsökare.
- R-40TD förbättrad modell med känsligare infraröd målsökare.
- R-40RD förbättrad modell med bättre radarmålsökare som kan urskilja mål även nära marken.